# Jiří Škabrada
Jiří Škabrada (* 20. února 1946 Praha) je architekt, vysokoškolský pedagog, pracovník státní památkové péče se zaměřením na lidovou architekturu, historické stavební konstrukce a typologii staveb.

## Životopis
V letech 1963–1969 vystudoval Stavební fakultu ČVUT v Praze, obor architektura. V letech 1971–1974 byl interním aspirantem na Fakultě architektury ČVUT v Praze.
Od roku 1974 prováděl pomocné práce při výzkumech Archeologického ústavu AV ČR. V letech 1974–1986 byl zaměstnán ve Státní ústavu pro rekonstrukce památkových měst a objektů (SÚRPMO) – průzkumové středisko 03, ateliér lidové architektury. V letech 1986–1989 byl vědeckým pracovníkem Státního ústavu památkové péče a ochrany přírody, vedoucím oddělení lidové architektury, archeologických a technických památek. Zde významně přispěl k vyhlašování vesnických památkových rezervací a zón. Svými výzkumy přispěl k posunu v poznání typologie nejstarší vrstvy dochovaných vesnických staveb.
Od roku 1989 byl vědeckým pracovníkem, od roku 1993 docentem, od roku 2005 profesorem na Fakultě architektury ČVUT v Praze pro obor dějiny architektury a ochrana památek. Působil jako vysokoškolský pedagog také na ZČU v Plzni (2001–2003) a FF Univerzity Pardubice, Fakulta restaurování v Litomyšli (od 2003). Od roku 2007 působí jako profesor na Ústavu dějin křesťanského umění KTF UK Praha a Fakulty stavitelství ČVUT Praha.
Je zakládajícím členem Sdružení pro stavebněhistorický průzkum.

## Členství v organizacích
- Vědecká rada ministra kultury pro památkovou péči (stav ke 4. 5. 2015)
- Redakční rada časopisu Průzkumy památek (od roku 1994)
- Od roku 1984 člen Klubu Augusta Sedláčka.
- Spoluzakladatel a organizátor konferencí Dějiny staveb v Nečtinách a v Plasích.
- Sdružení pro stavebněhistorický průzkum
- Oborová rada pro doktorandské studium na Fakultě architektury ČVUT a Filozofické fakultě Univerzity Pardubice

## Ocenění
- 2016 – Plaketa pro osobnost památkové péče (v rámci udílení výročních cen Národního památkového ústavu Patrimonium pro futuro za rok 2015)
- 2019 – cena Jože Plečnika[2]

## Odborná činnost
Věnuje se výzkumu lidové architektury a vesnického urbanismu a stavebně-historickým průzkumům v kombinaci s dalšími výzkumnými metodami. Je aktivní v ochraně lidových staveb a venkovských sídel. Spolupracoval na výzkumu pražských románských domů se Zdeňkem Dragounem a Michalem Trymlem, jehož výsledkem výsledkem je kniha Románské domy v Praze. Systematicky se věnuje také prosazování konzervace historických staveb, citlivému přístupu k uchování historické konstrukční substance i architektonických prvků, jakož i kvalifikovaného přístupu k zachování či revitalizaci prostředí městských i venkovských sídel.